# Yogurette

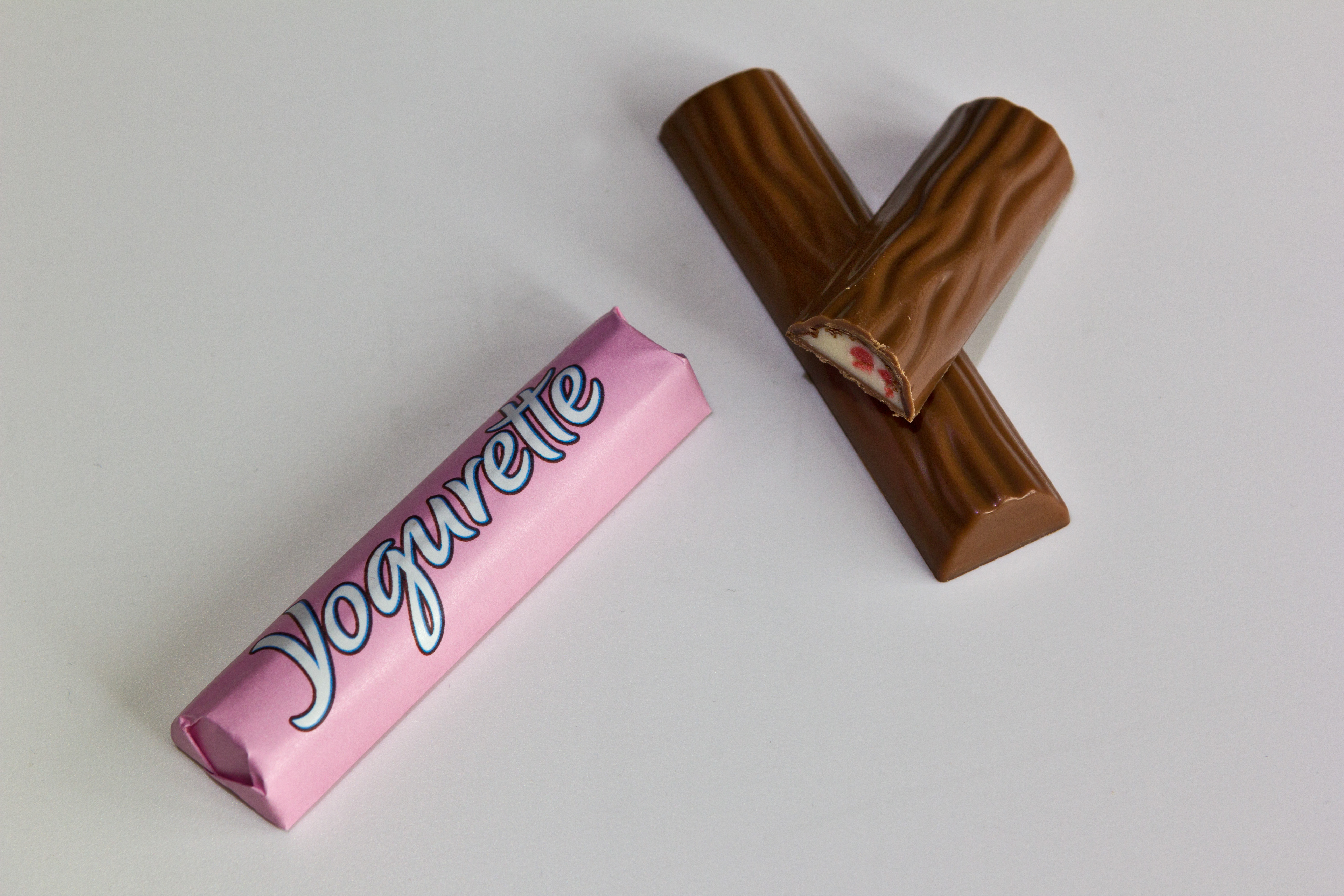
Yogurette

Yogurette ist ein Schokoladenriegel des italienischen Süßwarenkonzerns Ferrero, der mit einer Joghurtcreme und Fruchtgranulat gefüllt ist. Als Geschmacksrichtung ist in der Regel Erdbeere erhältlich. Die Marke ist als Wortmarke geschützt.

## Produktbeschreibung
Nach eigenen Angaben ist Yogurette die erste Schokolade mit Joghurtcremefüllung und wurde in Deutschland 1970 eingeführt.
Für kurze Zeit wird ab und zu auch eine weitere Geschmacksrichtung produziert. So wurden unter anderem die Editionen  Blaubeere, Brazilian Summer (White & Limette), Brombeere, Brombeere & Holunder, Brombeere & Vanille Geschmack, Buttermilk-Lemon, Cranberry, Erdbeer-Rhabarber, Granatapfel, Heidelbeere, Himbeere, Mango, schwarze Johannisbeere und Wintertraum (Bratapfel & Zimt) angeboten.
Der Hersteller empfiehlt, die Schokoladenriegel im Kühlschrank zu lagern und gekühlt zu essen.

## Verpackungen
Yogurette ist in der Regel in einer 100-g-Packung erhältlich, in der acht einzelne Riegel mit einem halbrunden Profil verpackt sind. Die Primärverpackung der Riegel besteht aus einer mit Aluminium beschichteten Folie, als Sekundärverpackung wurde eine Pappschachtel gewählt.

## Zutaten und Nährwerte

### Zutaten
Die Zutaten:
|        | Zutaten                 | Inhaltsstoffe                                                                          |
| ------ | ----------------------- | -------------------------------------------------------------------------------------- |
| 49,5 % | Magermilchjoghurt-Creme | Zucker, Palmöl, Traubenzucker, Magermilchjoghurtpulver, Aromen, Emulgator Sojalecithin |
| 35,0 % | Vollmilchschokolade     | Zucker, Vollmilchpulver, Kakaobutter, Kakaomasse, Emulgator Sojalecithin, Vanillin     |
| 10,0 % | Halbbitterschokolade    | Zucker, Kakaomasse, Kakaobutter, Sojalecithin, Vanillin                                |
| 5,5 %  | Fruchtgranulat          | Zucker, Erdbeerpulver, Palmöl                                                          |

### Nährstoffe
Als Nährwerte sind angegeben (pro 100 g):
| Gehalt                          | je 100 g   |
| ------------------------------- | ---------- |
| Energie (kJ/kcal)               | 2382 / 571 |
| Fett (g)                        | 35,6       |
| davon gesättigte Fettsäuren (g) | 20,5       |
| Kohlenhydrate (g)               | 56,8       |
| davon Zucker (g)                | 55,4       |
| Eiweiß (g)                      | 4,8        |
| Salz (g)                        | 0,142      |

## Kontroverse
Die Organisation Foodwatch bemängelte im Jahr 2009, dass die Werbeaussage und nährwertbezogene Angabe „Schmeckt joghurt-leicht“ Verbraucher in die Irre führt, da sie einen höheren Brennwert hat und mehr Fett enthält als vergleichbare Produkte. Eine Nährwertangabe war zu dieser Zeit auf der Verpackung und der Produktwebsite nicht vorhanden. Das Unternehmen entfernte daraufhin 2012 die Aussage „joghurt-leicht“ und ersetzte sie gegen schmeckt „himmlisch“.